# Mumble rap
Le mumble rap est un sous-genre de la musique trap ayant émergé vers le début ou le milieu des années 2010 aux États-Unis. Il s'agit d'un terme controversé, généralement utilisé de façon péjorative. 

## Histoire
Le terme « mumble rap » est inventé par Wiz Khalifa en 2016. Quant au sous-genre lui-même, on n'est pas certain de connaître son créateur, bien que son origine ait été attribuée à des rappeurs tels que Gucci Mane, Chief Keef, et plus particulièrement Future. De son côte, Black Thought soutient avoir inventé le mumble rap, sous l'influence du scat, avec des chansons telles que Don't Say Nuthin’, ou encore avec New Year At Jay Dee's, où on a plusieurs mesures qui ne comprennent pas la moindre parole.
L'expression « mumble rap » est tout d'abord utilisée pour décrire des rappeurs dont les textes étaient peu clairs, bien que des rappeurs qui n'accordaient que peu d'importance au texte — tels que Fu-Schnickens (en) — aient existé bien avant que le terme ne soit apparu.

## Caractéristiques
Le mumble rap est caractérisé par l'impression qu'il produit d'entendre une musique au texte incompréhensible, d'où son nom de mumble rap (mumble en anglais veut dire « marmonner » ou « bredouiller »). Cette opinion a cependant été contestée par des critiques du terme. Les principaux instruments de ce genre de rap sont la station de travail audio numérique, le séquenceur et le sampler. Les rappeurs mumble ont tendance à parler de drogue, d'argent, de bijoux, de vêtements de marque, ou encore de parler de faire la fête,. Les rappeurs ajoutent souvent des termes tels que « yeah », « aye », « uh » ou encore « skuuuuu skuuuuuurt » à la fin ou au début de leurs textes. C'est ce qu'on a appelé le flow « aye ».

## Critiques
Justin Charity, rédacteur du site The Ringer (en), soutient que le terme « mumble rap » est trop réducteur de façon non justifiée, et qu'il ne fait en fait pas référence à un genre de rap spécifique.
Des rappeurs tels que J. Cole et Russ font état de leurs critiques à l'égard de ce sous-genre. Dans une interview, le producteur Rick Rubin déclare que le rappeur américain Eminem était frustré par le mumble. Ce dernier a d'ailleurs fait plusieurs fois part de son idée sur le Mumble Rap dans des titres comme The Ringer, KILLSHOT ou encore Caterpillar.

## Artistes
Ils incluent notamment : Green Montana, Rich Homie Quan, Gunna, Desiigner, Lil Mosey, Future, Lil Wayne, Kodak Black, Ski Mask the Slump God, XXXTentacion, Lil Uzi Vert, Bhad Bhabie, Lil Yachty, Chief Keef, et Playboi Carti, Young Thug, Lil Pump et Smokepurpp.